# René Bretonnayau
René Bretonnayau (* im 16. Jahrhundert in Vernantes; † im 16. oder im 17. Jahrhundert) war ein französischer Arzt und Dichter.

## Leben und Werk
René Bretonnayau wirkte als Arzt in Vernantes, Loches und ab 1563 in Beaulieu-lès-Loches. Unter dem Einfluss des ebenfalls in Loches wirkenden Pharmazeuten Thibault Lespleigney und dessen gereimten Apothekerhandbuchs Promptuaire des médecines simples en rime joyeuse von 1544 machte er sich an die Abfassung eines Ärztehandbuchs in Reimen unter dem Titel L’Esculape français (Der französische Äskulap), veröffentlichte aber 1583 vor allem den Teil La Génération de l’homme et le temple de l’âme (Die Zeugung des Menschen und der Tempel der Seele). Albert-Marie Schmidt nannte Bretonnayau den Meister des barocken Eros.

## Werke (Auswahl)
- La Génération de l’homme et le temple de l’âme, avec autres oeuvres poëtiques extraittes de l’esculape de René Bretonnayau. Abel L’Angelier, Paris 1583.
  - (Teilpublikation, Hrsg. Paul Dorveaux) Le Parnasse médical français. La Création de l’homme, poème du XVIe siècle, par René Bretonneau, médecin, natif de Vernantes en Anjou. Rousset, Paris 1901.
- Complainte funèbre sur le trespas de Jean Édouard Du Monin, poète et philosophe, composée par T. Bretonnayau. E. Prévosteau, Paris 1586.